# Paul Izzo
Paul David Izzo (Sydney, 6 giugno 1995) è un calciatore australiano, portiere del Randers.

## Carriera
Izzo si forma calcisticamente nelle giovanili dell'Adelaide United con il quale esordisce il 1º dicembre 2012 in A-League contro il Central Coast Mariners. Gioca la prima da titolare in casa una settimana dopo contro il Melbourne Victory.
L'8 luglio 2015 lascia Adelaide per trasferirsi ai Mariners.
Nell'aprile 2017 firma nuovamente con Adelaide un contratto di tre anni, sancendo così il suo ritorno nella squadra in cui è cresciuto a partire dalla stagione seguente.

## Palmares

### Club

#### Competizioni nazionali
- FFA Cup: 3

Adelaide United: 2014, 2018, 2019